# YMO・イン・ザ・ナインティーズ・ピート・ロリマー・リミックス
『YMO・イン・ザ・ナインティーズ・ピート・ロリマー・リミックス』（YMO IN THE '90S THE PETE LORIMER REMIX）は、1990年9月25日にアルファレコードよりリリースされた、YMOのリミックスアルバム。

## 制作・構成
本作はロンドンのミキシング・エンジニアで、デヴィッド・ボウイやヤズーなどの作品を担当したピート・ロリマーがリミックスを手がけている。
1991年にアメリカとイギリスで先行発売され、1992年に日本で発売された『キョーレツナリズム』にも収録されている。

## 批評
| 専門評論家によるレビュー | 専門評論家によるレビュー |
| レビュー・スコア         | レビュー・スコア         |
| 出典                     | 評価                     |
| ------------------------ | ------------------------ |
| CDジャーナル             | 肯定的                   |

- 音楽情報サイト『CDジャーナル』では、リミックスに関して「原曲が好きなら、結構楽しめそう」と肯定的に評価している[1]。

## 収録曲
| 全編曲: YMO、ピート・ロリマー。 |                                   |       |            |       |
| #                               | タイトル                          | 作詞  | 作曲・編曲 | 時間  |
| 1.                              | 「MEGAMIX YMO in the '90s」       |       |            | 13:12 |
| 2.                              | 「MEGAMIX YMO in the '90s」(Edit) |       |            | 4:40  |
| 合計時間:                       | 合計時間:                         | 17:52 |            |       |

## 曲解説
1. MEGAMIX YMO in the '90s
YMOの楽曲をメドレー形式でリミックスしたもの。使用楽曲は以下の通り。
a. FIRECRACKER
b. BEHIND THE MASK
c. TECHNOPOLIS
d. NICE AGE〜LA FEMME CHINOISE〜RYDEEN〜CASTALIA〜SOLID STATE SURVIVER
e. COMPUTER GAME
f. COSMIC SURFING
2. MEGAMIX YMO in the '90s (Edit)

## リリース履歴
| No. | 日付          | 国名           | レーベル                 | 規格   | 規格品番 | 最高順位 | 備考 |
| --- | ------------- | -------------- | ------------------------ | ------ | -------- | -------- | ---- |
| 1   | 1990年9月25日 | 日本           | アルファレコード         | CD     | ALCA-81  | 87位     |      |
| 2   | 1991年        | オーストラリア | フェスティバル・レコード | 12inch | RRX91/60 | -        |      |
| 3   | 1992年        | アメリカ合衆国 | レストレスレコード       | 12inch | RPRO 013 | -        |      |